# Enferrujadinho
Caça-moscas-dançarino ou enferrujadinho (Neopipo cinnamomea) é uma espécie de ave da família Tyrannidae. É a única espécie classificada no género Neopipo.
Pode ser encontrada nos seguintes países: Brasil, Colômbia, Equador, Guiana Francesa, Guiana, Peru, Suriname e Venezuela.
Os seus habitats naturais são: florestas subtropicais ou tropicais húmidas de baixa altitude e matagal árido tropical ou subtropical.